# Euleia scorpioides
Euleia scorpioides är en tvåvingeart som först beskrevs av Richter och Kandybina 1981.  Euleia scorpioides ingår i släktet Euleia och familjen borrflugor. Inga underarter finns listade i Catalogue of Life.